# Labarthe-Rivière
Labarthe-Rivière är en kommun i departementet Haute-Garonne i regionen Occitanien i södra Frankrike. Kommunen ligger i kantonen Saint-Gaudens som tillhör arrondissementet Saint-Gaudens. År 2022 hade Labarthe-Rivière 1 287 invånare.

## Befolkningsutveckling
Antalet invånare i kommunen Labarthe-Rivière
Referens:INSEE